# Шмуель Євін
Шмуель Євін (івр. שמואל ייבין; нар. 2 вересня 1896, Одеса — пом. 28 лютого 1982, Тель-Авів-Яфо) — ізраїльський археолог і перший директор Управління старожитностей Ізраїлю.

## Біографія

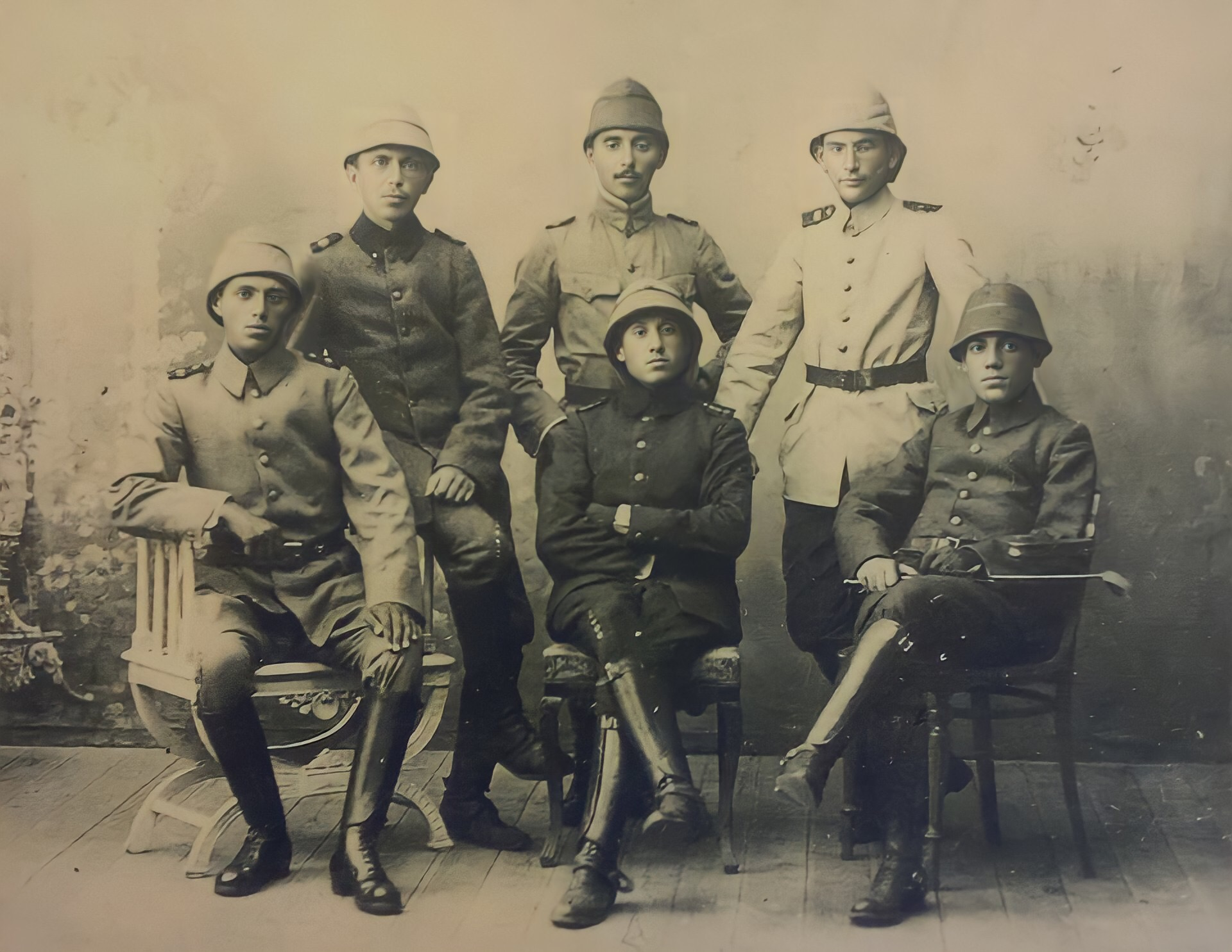
Випускники Герцлійської гімназії в Константинополі, 1916 рік. Стоять: Дов Хоз, Моше Шаретт і Єйвін.

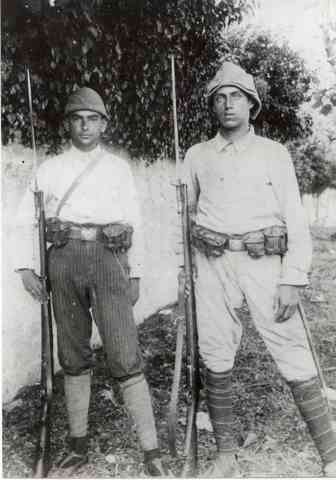
Єйвін 1916 рік

... від якого родина отримала своє прізвище. Його мати була відомим борцем за права жінок і членом Єврейської національної ради та асамблеї представників. Після Одеського погрому 1905 року Естер та її діти приєдналися до Другої Алії та емігрували до Палестини. Їхній батько приєднався до них у 1908 році, купивши ферму в Гедері. Шемуель навчався в Герцлійській єврейській гімназії.
Після закінчення Герцлії в 1914 році Єйвін був призваний до Османської армії для участі в Першій світовій війні. Служив офіцером до кінця війни в 1918 році.
Отримав наукові ступені з єгиптології та семітської філології і вивчав археологію у сера Фліндерса Петрі в Університетському коледжі Лондона.

## Археологічна кар'єра
У підмандатній Палестині Єйвен був активним членом Єврейського дослідницького товариства Палестини, обіймавши посаду голови між 1944 і 1946 роками. Він брав участь у першій конференції «Знання землі», організованій товариством в Єрусалимі в 1943 році, виступаючи за розширення регіональних музеїв для навчання єврейських поселенців про старожитності країна. Також брав участь у розкопках у Луксорі (1924), Бейт-Шеані (1924–28), Селевкії (1929–37) і був співдиректором розкопок у 1933 році разом із Ж. Краузе-Марке.
Після створення Держави Ізраїль у 1948 році Єйвін був призначений першим директором Департаменту старожитностей і музеїв, який змінив Департамент старожитностей підмандатної Палестини і тепер відомий як Управління старожитностей Ізраїлю. Перебував на посаді до 1961 року.
Він отримав премію Бяліка за єврейську думку в 1955 році та премію Ізраїлю в 1968 році.

## Публікації
- 1939, Толедот ха-Кетав ха-Іврі (Історія єврейського письма)
- 1946, Мілхамот Бар Кохва (Війна Бар-Кохби)
- 1955, Kadmoniyyot Arẓenu (Старожитності Ізраїлю), у співавторстві з Майклом Аві-Йона